# The Special Triton Invitational
Das Special Triton Invitational war ein Pokerturnier, das vom 24. bis 26. Oktober 2023 in Monte-Carlo ausgetragen wurde. Es war das fünfte Einladungsturnier der Triton Poker Series und mit seinem Buy-in von 210.000 US-Dollar eines der teuersten Pokerturniere des Jahres.

## Modus
Das Event wurde im Sporting Monte-Carlo ausgetragen und von der Triton Poker Series veranstaltet. Gespielt wurde die Variante No Limit Hold’em. Der Buy-in betrug 210.000 US-Dollar, wovon 200.000 US-Dollar im Preispool landeten und der Rest als Turniergebühr an den Veranstalter ging. Zusätzlich war jedem Spieler in den ersten zehn Leveln bis zu 30 Minuten nach seinem Ausscheiden ein Re-Entry gestattet. Es war das fünfte Einladungsevent der Turnierserie und ähnelte beim Spielsystem seinen Vorgängern: Als Freizeitspieler bzw. Geschäftsmann konnte man vom Veranstalter für das Turnier angefragt werden und anschließend einen Profispieler zum Event einladen. Das gesamte Turnier wurde live und kostenlos auf YouTube und der Livestreaming-Plattform Twitch übertragen.

## Teilnehmer
58 Spieler nahmen am Turnier teil.
- Timothy Adams
- Michael Addamo
- Patrik Antonius
- Mikita Badsjakouski
- Nacho Barbero
- Chris Brewer
- Timothe Busso
- Karl Chappe-Gatien
- Stephen Chidwick
- Imad Derwiche
- Daniel Dvoress
- Tony G
- Pedro Garagnani
- Sam Greenwood
- Seth Gottlieb
- Sam Grafton
- Ramin Hacıyev
- Isaac Haxton
- Derric Haynie
- Ben Heath
- Theis Hennebjerre
- Fedor Holz
- Phil Ivey
- Ihor Jaroschewskyj
- Espen Jørstad
- Brian Kim
- Örpen Kısacıkoğlu
- Jason Koon
- Kiat Lee
- Keith Lehr
- Chin Lim
- Lun Loon
- Adrián Mateos
- Mario Mosböck
- Phillip Nagy
- David Nicholson
- Maher Nouira
- Andrew Pantling
- Juan Pardo
- Nick Petrangelo
- Paul Phua
- Aleksejs Ponakovs
- Ferdinand Putra
- İlkin Qəribli
- Alexander Scheluchin
- Erik Seidel
- Dan Smith
- Kent Staahle
- Daniel Tang
- Jean-Noël Thorel
- Eddie Tran
- Elton Tsang
- Haralabos Voulgaris
- Mikalaj Waskabojnikau
- Murray Williams
- David Yan
- Richard Yong
- Robert Yong

## Ergebnisse

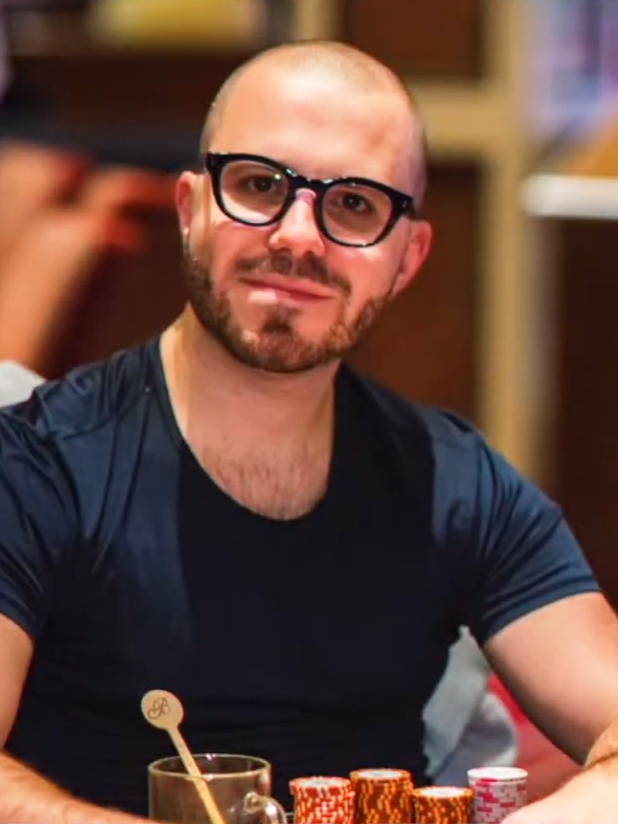
Dan Smith (2019)

Von den 58 Teilnehmern kauften sich 15 Spieler erneut ein, womit ein Preispool von 14,6 Millionen US-Dollar generiert wurde. Alle Teilnehmer starteten mit einem Stack von 300.000 Chips. Nach dem ersten Turniertag befanden sich noch 49 Spieler im Event, wobei Elton Tsang mit über 1,2 Millionen Chips das Feld anführte. Am zweiten Turniertag wurden mit dem Ausscheiden von Juan Pardo auf Rang 14 die Preisgeldränge erreicht und alle verbliebenen Spieler hatten 300.000 US-Dollar sicher. Der Tag endete mit Erreichen des Finaltischs, den nach wie vor Tsang mit über 3,5 Millionen Chips als Chipleader in den Finaltag führte. Dort sicherte sich Dan Smith seinen ersten Titel bei der Triton Series und wurde mit knapp 4 Millionen US-Dollar prämiert.
| Platz | Herkunft           | Spieler              | Preisgeld (in $) |
| ----- | ------------------ | -------------------- | ---------------- |
| 1     | Vereinigte Staaten | Dan Smith            | 3.870.000        |
| 2     | Osterreich         | Mario Mosböck        | 2.690.000        |
| 3     | Hongkong           | Elton Tsang          | 1.780.000        |
| 4     | Frankreich         | Jean-Noël Thorel     | 1.390.000        |
| 5     | Russland           | Alexander Scheluchin | 1.125.000        |
| 6     | Hongkong           | Daniel Tang          | 0.875.000        |
| 7     | Deutschland        | Fedor Holz           | 0.694.000        |
| 8     | Aserbaidschan      | İlkin Qəribli        | 0.540.000        |
| 9     | Kanada             | Haralabos Voulgaris  | 0.406.000        |
| 10    | Malaysia           | Paul Phua            | 0.315.000        |
| 11    | Vereinigte Staaten | Isaac Haxton         | 0.315.000        |
| 12    | Vereinigte Staaten | Murray Williams      | 0.300.000        |
| 13    | Neuseeland         | David Yan            | 0.300.000        |